# 普罗皮耶尔
普罗皮耶尔（法語：Propières，法語發音：[pʁɔpjɛʁ]）是法国罗讷省的一个市镇，属于索恩河畔自由城区。

## 地理
普罗皮耶尔（46°11'30"N, 4°26'14"E）面积16 平方千米，位于法国奥弗涅-罗讷-阿尔卑斯大区罗讷省，该省份为法国中东部省份，北起顺时针与索恩-卢瓦尔省、安省、里昂大都会、伊泽尔省和卢瓦尔省接壤。
与普罗皮耶尔接壤的市镇（或旧市镇、城区）包括：贝勒罗什、圣日耳曼拉蒙塔涅、莱萨尔迪亚、阿佐莱特、谢讷莱特、普勒莱塞沙莫、圣伊尼德韦尔、德格罗讷。

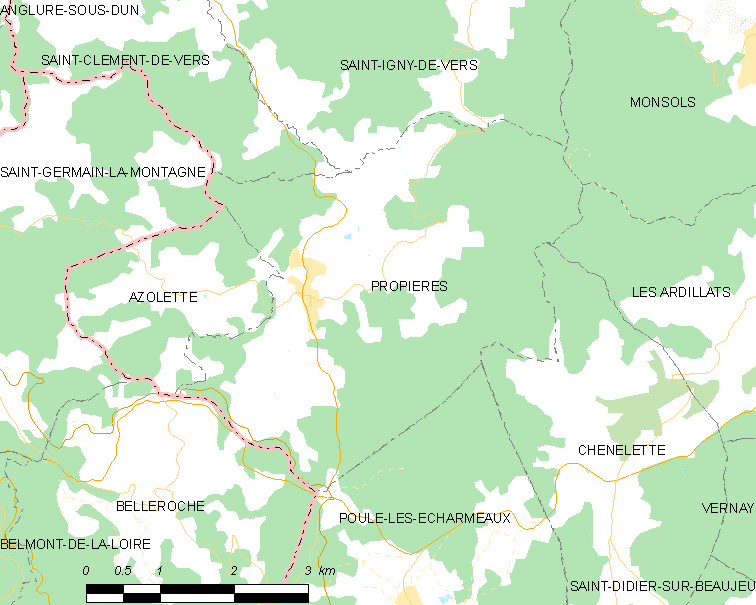
普罗皮耶尔的OSM定位图

普罗皮耶尔的时区为UTC+01:00、UTC+02:00（夏令时）。

## 行政
普罗皮耶尔的邮政编码为69790，INSEE市镇编码为69161。

## 政治
普罗皮耶尔所属的省级选区为蒂济莱布尔县。

## 人口

1962-2008年间普罗皮耶尔人口变化图示

普罗皮耶尔于2022年1月1日时的人口数量为477人。